# Marzo (singolo)
il cuore è pieno di lacrime rotte,
il tempo è ladro di cose mai dette,
e so che indietro mai più si ritorna;
eppure ancora ti resto vicino,
stanotte resta su questo cuscino...»
Marzo è un singolo della cantautrice italiana Giorgia, scritto per intero da lei e arrangiato dalla stessa e dal musicista Michael Baker. Il brano è stato pubblicato anche come inedito nell'album Greatest Hits - Le cose non vanno mai come credi.

## Descrizione
Il brano, scritto da Giorgia e musicato da lei stessa e Michel Baker, è una delle più notevoli opere della sua carriera. 
La canzone presenta elementi di musica Soul e un ritmo che si fa sempre più serrato, sino al climax del ritornello, nel quale Giorgia ripete più volte la parola amami culminando in una complessa transizione da voce di petto a voce di testa in crescendo. Il brano è stato scritto da Giorgia per ricordare Alex Baroni, suo ex-compagno, morto tragicamente nell'aprile del 2002 in seguito a un incidente stradale avvenuto a Roma nel mese di marzo, da cui il titolo.

## Tracce
1. Marzo (Radio Edit) – 4:53 (testo: Giorgia Todrani – musica: Giorgia Todrani, Michael Baker)
2. Marzo – 6:06 (testo: Giorgia Todrani – musica: Giorgia Todrani, Michael Baker)